# 미국 주도 연합군의 시리아 내전 개입
시리아 내전이 2011년 시작될 당시 미국은 자유 시리아군에 비중요 품목을 제공했지만, 곧 훈련과 현금, 그리고 정보를 선별된 시리아 반군 사령관에게 제공했다. 미국은 2014년 9월 22일 ISIL에 정찰 임무를 수행하기 시작했다. 9월 10일 미국 대통령 버락 오바마는 이슬람 국가를 좌절시키고 궁극적으로 파괴시키려는 의도를 암시하는 연설을 했다. 그는 "나는 우리의 국가를 위협하는 테러리스트들이 어디에 있는 사냥해 나갈 것임을 분명히 하는 바입니다. 그것은 시리아 뿐만 아니라 이라크에서도 ISIL에 맞서는 행동을 취하는데 주저하지 않겠다는 것을 의미합니다."라고 말했다.
9월 22일, 미국 주도 연합군의 시리아 침공은 미국, 바레인, 요르단, 카타르, 사우디아라비아, 아랍에미리트로 구성된 연합군이 시리아 내부의 ISIL을 공격하면서 시작되었다. 연합군은 이 외에도 이들리브 주에 위치한 호라산뿐만 아니라 락까와 알레포의 서쪽에 위치한 알누스라 전선,도 대 IS 군사 개입의 일부로 공격을 감행했다.
2014년 11월 2일, 공습에 맞서 레반트 자유인민위원회, 알누스라 전선, 호라산, 이슬람 국가와 준드 알아크사의 대표가 회의에서 만나 미국 주도의 동맹군과 다른 시리아 온건 반군 집단에 맞서 몇몇 무장 단체를 통합시키고자 했다. 11월 6일, 미국의 공습은 이들리브에 있는 아라르 아쉬삼의 본부를 타격했다. 2014년 11월 알누스라 전선과, 준드 알아크사, ISIL, 알아르 아쉬삼 간의 협정이 실패로 끝났음이 밝혀졌다.

## 같이 보기
- 미국의 해외 개입
- 코바니 포위
- 외국의 시리아 내전 관여
- 이라크 내란 (2011년~2013년)